# 旋轉式刮鬍刀

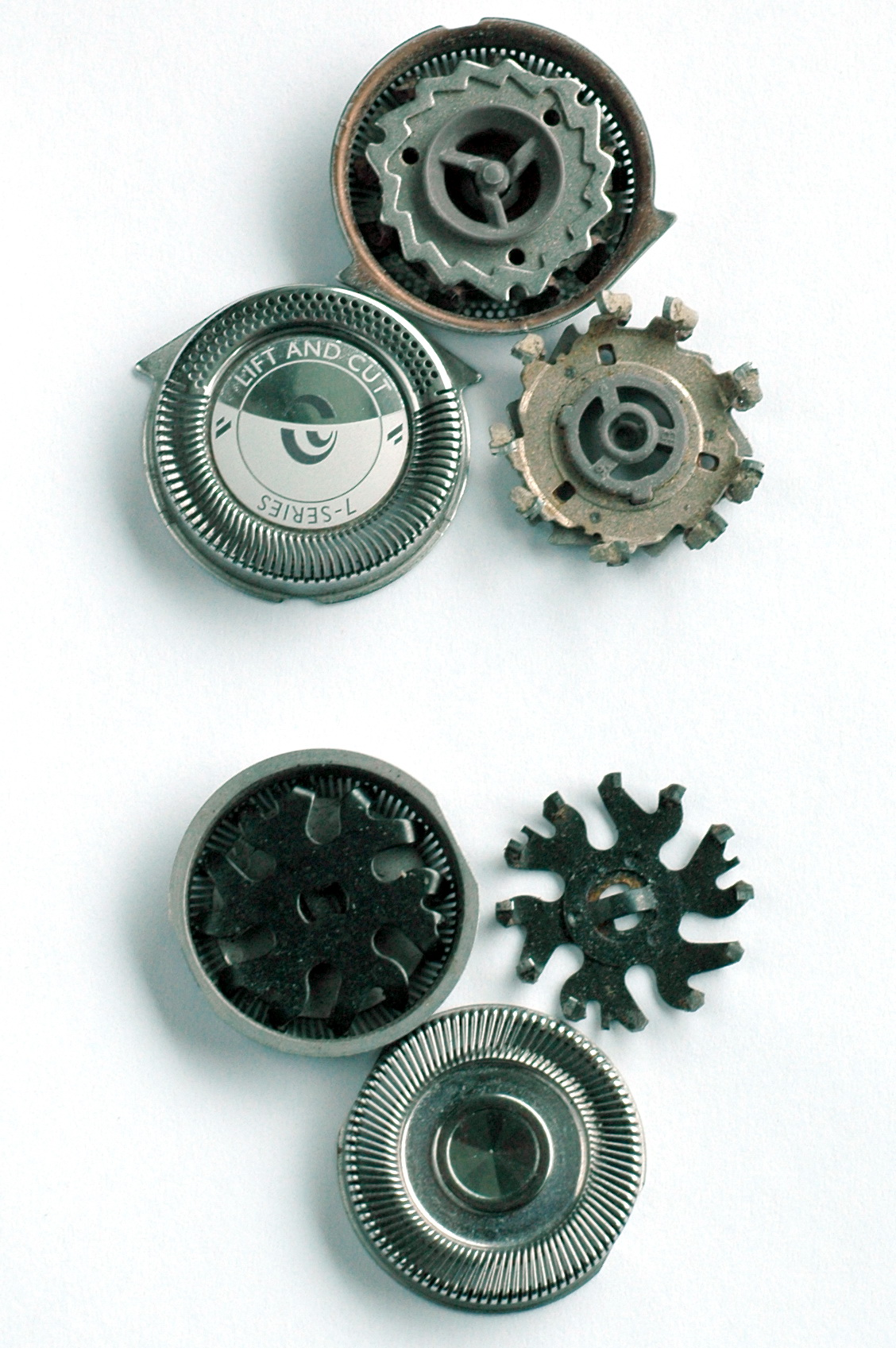
飛利浦兩款旋轉式電動刮鬍刀的刀頭

旋轉式剃鬚刀為電動剃鬚刀的一種，是由飛利浦公司的亚历山大·霍洛维茨（1904年-1982年）所發明，並於1939年在荷蘭的商展會面世。早期的電動旋轉式剃鬚刀為單刀頭設計，至1951年才出現能縮短剃鬚時間的雙刀頭型號。
旋轉式剃鬚刀的原理是將小刀片套在馬達上，置於設有狹縫的保護網罩內，以快速旋轉替代手動的刮鬍動作。随着技术的發展，電動旋轉式剃鬚刀的保護網罩狹縫從60增至90，而刀片的數量亦從6增加到15。更多的刀片能使剃鬚後的效果更乾淨服貼。其原理是第一片的刀片會將鬍鬚拉起，讓第二片的刀片能將鬍鬚剃除得更為徹底。
相比採用往復式（振動）刀頭設計的電動剃鬚刀，旋轉式電動剃鬚刀在使用時較為寧靜及沒有震動。原因是其運作只有同一方向的旋轉，而往復式的刀頭則需要在往復運動中不斷加速和減速。

## 資料來源
1. 1 2  . （原始内容存档于2008-02-25）.